# Mauve (Familie)

Wappen der Familie Mauve

Mauve ist der Name einer von der Ostseeküste stammenden Patrizier- und Kaufmannsfamilie.

## Geschichte
Die Familie wurde urkundlich erstmals im 13. und 14. Jahrhundert in mehreren Städten an der Ostseeküste (u. a. Wismar, Rostock und Stargard in Pommern) erwähnt. Eine Verbindung zu den in Frankreich lebenden Mauves wird vermutet, konnte aber bislang noch nicht belegt werden. Die direkte Stammreihe der Mauves beginnt mit dem in Stettin lebenden Ratsherrn Peter Mauve (1485).
Der in Stargard lebende Zweig der Mauves nannte sich dem Zuge der Zeit folgend Movius. Dass es sich um die gleiche Familie handelt, geht eindeutig aus der Tatsache hervor, dass Mitglieder der Familie Movius aus Stargard sich bei einer Übersiedlung nach Stettin (z. B. Peter Mauve 1618) wieder Mauve nannten.

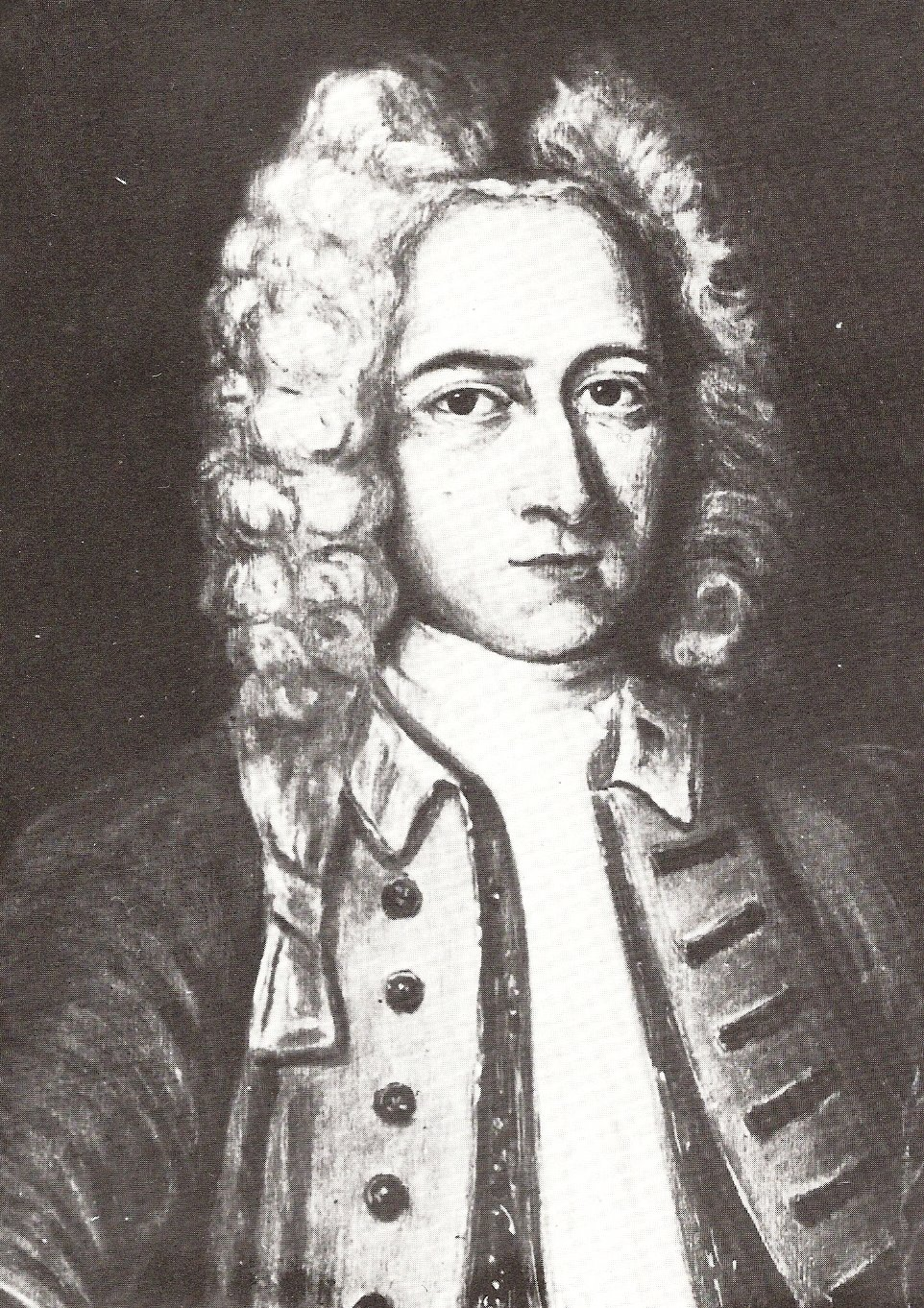
Bartholomäus Mauve (1664–1699), Kaufmann und Ratsherr zu Stettin

Vom 15. bis 18. Jahrhundert gehörten die Mauves über zehn Generationen hinweg als Ratsherren (Senatoren), Kämmerer und Bürgermeister dem Rat der beiden Hansestädte Stargard und Stettin an. Zu ihnen zählen u. a. Jacob Mauve (1507 Ratsherr in Stargard), Tewes Mauve (1520 Kämmerer zu Stargard) Bartholomäus Mauve (1687 Ratsherr in Stettin) und Kaspar Movius (1669–1747), Bürgermeister von Stargard, der das Movius Hospital in der Königstraße in Stargard stiftete. Die Mauves waren wohlhabende Kaufleute – insbesondere Weinhändler – und besaßen zum Teil mehrere Güter in Pommern und auf Rügen.
Mit Christian Mauve (1718–1781) endet die Ära der Mauves als Weinhändler in Stettin. Seine Brüder Johann Bogislaw (1723–1789) und Daniel Friedrich (1725–1778) wanderten nach Indien bzw. Indonesien aus, Mattheus (* 1716) ging nach Torgau und Carl Heinrich (1720–1786) nach Lingen, der damit die westfälische Linie der Mauves begründete.
Carl Heinrich Mauve hatte in Halle Jura studierte und wurde durch Erlass vom 15. April 1750 von König Friedrich Wilhelm II. vom Geh. Sekretär zum Kriegs- und Domänenrat in Lingen und Tecklenburg ernannt. Aus der Ehe mit Christine Regina Balcke, einer Nachfahrin des sächsischen Kanzlers Gregor Pontanus, gingen zwei Kinder hervor. Sein Sohn Karl Philipp Mauve (auch Carl-Philipp Mauve * 19. Mai 1754 in Tecklenburg; † 8. März 1821 in Ibbenbüren) studiert wie der Vater Jura und wurde 1787 zum Nachfolger seines Vaters berufen. Von 1806 bis 1813, während der Zeit der französischen Besetzung, war er Unterpräfekt im Emsdepartement Lingen. Schließlich wurde er 1816 Landrat des neugegründeten Landkreises Tecklenburg.

## Persönlichkeiten

Carl-Philipp Mauve (1754–1821), Landrat in Tecklenburg

Zu den Nachfahren von Carl-Philipp Mauve zählen die folgenden Persönlichkeiten:
- Gustav Friedrich Eduard Mauve (1818–1876) preußischer Verwaltungsjurist und Landrat im Kreis Karthaus in der Provinz Westpreußen
- Anton Mauve (1838–1888) bekannter, niederländischer Landschaftsmaler, der Vincent van Gogh das Malen mit Öl beibrachte. Mitglied der Haager Schule.
- Carl Mauve (1829–1886) Bergwerksdirektor; Generalbevollmächtigter der Tiele-Wincklerschen Gruben und Hüttenwerke in Kattowitz; Gründer und Vorsitzender des Oberschlesischen Berg- und Hüttenmänner Vereins
- Karl Mauve (1860–1922), preußischer Verwaltungsjurist und Regierungspräsident im Regierungsbezirk Aurich
- Eberhard Mauve (1885–1964) Industrieller in Blosdorf; fürstlicher Liechtensteinischer Bergrat; Rennreiter; Pferdezüchter
- Franz Mauve (1864–1931), Vizeadmiral, nahm an der Schlacht am Skagerrak teil. Erfand den Namen Telefunken.
- Gerhard Mauve (1836–1912) Bergwerksbesitzer in Blosdorf in Mähren
- Ludwig Mauve (1840–1915) Unternehmer und Entwickler des oberschlesischen Industriereviers Sosnowiec/Sielce. Nach ihm sind eine Straße in Kattowitz und in Sosnowiec benannt worden.[1]

## Name und Wappen
Zur Bedeutung des Namens gibt es unterschiedliche Theorien. Keine davon konnte bislang fundiert belegt werden. Nach Ansicht des Genealogen Hans Mauve (1907–1993) entstand das Wappen erst um 1720 durch Christian Mauve (1688–1744). Zeitgleich erhielt die Familie Liebeherr ein Wappen. Christian Mauve und die Liebeherrs, ihre Nachbarn, ließen Weingläser mit den Wappen beider Familien und der Jahreszahl 1726 schleifen. Das Wappen findet sich auch auf dem Stammbuch von Carl-Heinrich Mauve (1720–1786) wieder. Es hat bis heute unverändert folgende Form: Im blauen Schild ein zweimal gebrochener goldener Querbalken, begleitet von drei goldenen fünfblättrigen Rosenblüten. Auf dem offenen Helm ein goldener, rotbewehrter Löwe, in der linken einen hellblauen Bogen, in der rechten einen silbernen Pfeil haltend.